# Docteur Sylvestre et Mister Hide
Pour plus de détails, voir Fiche technique et Distribution.
Docteur Sylvestre et Mister Hide (Dr. Jerkyl's Hide) est un court métrage d'animation américain de la série Looney Tunes, réalisé par Friz Freleng et produit par la Warner Bros. Cartoons, sorti en 1954. Il met en scène Sylvestre le chat contre Alf le bouledogue et son ami Chester le terrier, un petit chien jaune.